# Marca del Norte

La Marca del Norte entre la bilunga, al norte, y la Marca Sajona Oriental (Marca de Lusacia), al sur, en torno al año mil, en tiempos del alzamiento luticio (983).

La Marca del Norte (del alemán: Nordmark) fue creada a partir de la división de la vasta Marca Geronis en 965. Inicialmente comprendía el tercio norte de esta (aproximadamente correspondiente al moderno estado alemán de Brandeburgo) y era parte de la organización territorial de las regiones conquistadas a los wendos. Una rebelión luticia que estalló en el 983 eliminó la autoridad alemana sobre la región hasta el establecimiento de la marca de Brandeburgo por Alberto el Oso en el siglo XII.

## Antecedentes eslavos
Durante el periodo de las migraciones, muchos pueblos germánicos empezaron a trasladarse hacia la frontera romana. En el noreste, fueron remplazados principalmente por eslavos (veletos y después luticios). Los primeros eslavos estuvieron con certeza en la región de Brandeburgo hacia el 720, después de la llegada de los ávaros a Europa. Estos eslavos habían llegado a través de Moravia, adonde habían llegado a mediados del siglo VII. Los remanentes de los germánicos semnones fueron absorbidos por estos grupos eslavos.
El grupo que se asentó en la ribera del río Spree se denominó sprevani. Sus miembros ocuparon las tierras al este de la línea formada por los ríos Havel y Nuthe, en las modernas regiones de Barnim y Teltow. Construyeron su fortificación principal en la confluencia de los ríos Spree y Dahme, en Köpenick. Los hevelli vivían al oeste de la línea, en lo que modernamente son las regiones de Havelland y Zauche. Recibieron el nombre de habelli por el antiguo nombre germánico del río Havel, «Habula». El nombre que se daban ellos mismos era el de stodoranie. Construyeron su fortaleza principal en Brenna (la moderna Brandeburgo). Los hevelli también erigieron un importante puesto donde luego se alzó la Ciudadela de Spandau, en Berlín. Los sprevani y havelli no solo entraron en guerra con sus vecinos germanos, sino también con los eslavos.

## Historia de la Marca del Norte

### Establecimiento y pérdida, 965-983

La división de la Marca Geronis a partir de 965: Marca del Norte, Marca de Lusacia, Marca de Misnia, Marca de Merseburgo y Marca de Zeitz.

Después de la Guerra Sajona de 808, el victorioso Carlomagno concedió a las tribus eslavas aliadas con él (como los abroditas) parte de las tierras sajonas entre el río Elba y el mar Báltico. Un periodo de paz siguió en la región. Los obispados de Brandeburgo y Havelberg fueron fundados alrededor de 940 y se inició la cristianización de los paganos eslavos.
Enrique I de Alemania conquistó Brandeburgo en 928-929 e impuso tributo sobre las tribus hasta el Oder. Para 948 su hijo Otón I había establecido control germano sobre los muchos paganos restantes, que fueron colectivamente referidos como eslavos o wendos por sus contemporáneos. Los asentamientos eslavos como Brenna, Budišin (Bautzen), y Chotebuž (Cottbus) quedaron bajo control germano mediante la instalación de margraves. La principal función del margrave era defender y proteger las marcas (distrito fronterizo) del Reino de Alemania. Después de la muerte del margrave Gero el Grande en 965, la vasta colección de marcas (una "super-marca") fue dividida por Otón en cinco comandos menores. La Marca del Norte fue una estas. Las otras fueron la Marca Oriental, la Marca de Merseburgo, la Marca de Meissen y la Marca de Zeitz.
La rebelión de 983, iniciada por los luticios, llevó a un des establecimiento factual de las marcas del Norte y Billunga así como los correspondientes obispados, aunque todavía se eligieron margraves y obispos titulares. Hasta el colapso de la alianza luticia a mediados del siglo XI, la expansión germana en la dirección de la Marca del Norte quedó en punto muerto y los wendos al este del Elba permanecieron independientes por aproximadamente 150 años.

### Marca de Brandeburgo
A principios del siglo XII, los reyes germanos recobraron las tierras con cierta población eslava allende las fronteras orientales del imperio. En 1134, el emperador Lotario III le concedió la Marca del Norte al magnate alemán Alberto el Oso a raíz de la cruzada de los wendos. Los eslavos fueron luego asimilados por los colonos alemanes durante el Ostsiedlung. La Iglesia fundó diócesis en el señorío de Alberto que, con sus ciudades amuralladas, protegían a los ciudadanos. Con la llegada de monjes y obispos empezó una nueva de la historia de la ciudad de Brandeburgo, de la que surgiría el margraviato homónimo.
El control de Alberto de la región fue nominal por varias décadas; participó en varias acciones militares y diplomáticas contra los wendos, que le permitieron afianzar su autoridad en la región a mediados del siglo. En 1150, Alberto heredó Brandeburgo del último señor hevelli, el cristiano Pribislav. Tanto él como sus descendientes de la Casa de Ascania hicieron considerables progresos en la cristianización de los territorios conquistados.

## Lista de margraves

### Conde de Haldensleben
- Dietrich, 965-983

## Gobernantes
- Miecislao de Polonia, en Polonia de 983 hasta 985
- Odón I, margraviato de Lusacia 985 hasta 993

## Margraves de la Marca del Norte (nominalmente)

### Condes de Walbeck
- Lotario, 983-1003
- Werner, 1003-1009

### Condes de Haldensleben
- Bernardo, 1009-1018
- Bernardo II, hijo de Bernardo I, 1018-1044
- Guillermo, hijo de Bernardo II, 1044-1056

### Condes de Stade(Udonen)
- Lotario Udo I, 1056-1057
- Lotario Udo II, hijo de Udo I, 1057-1082
- Enrique el Largo, hijo de Udo II, 1082-1087
- Lotario Udo III, hijo de Enrique I, 1087-1106
- Rodolfo I, 1106-1112 (depuesto)

### Conde de Plötzkau
- Helperich de Plötzkau, 1112

### Condes de Stade
- Rodolfo I., 1112-1114
- Enrique II, hijo de Enrique I, 1114-1128
- Udo IV, hijo de Rodolfo I, 1128-1130

### Conde de Plötzkau
- Conrado de Plötzkau, hijo de Helferich, 1130-1133

### Condes de Stade
- Rodolfo II, hermano de Udo IV, 1133-1134 (depuesto)

### Condes de Ballenstadt (Ascanio)
- Alberto el Oso, 1134-1170